# Juillenay
Juillenay település Franciaországban, Côte-d’Or megyében. Lakosainak száma 52 fő (2022. január 1.). Juillenay Aisy-sous-Thil, Vic-sous-Thil, Lacour-d’Arcenay és Montlay-en-Auxois községekkel határos.

## Népesség
A település népességének változása:
| Lakosok száma | 89   | 59   | 56   | 50   | 53   | 43   | 43   | 47   | 49   | 52   |
|               | 1968 | 1982 | 1990 | 2006 | 2013 | 2015 | 2017 | 2019 | 2020 | 2022 |